# Мужская сборная Таиланда по хоккею на траве
Мужская сборная Таиланда по хоккею на траве — мужская сборная по хоккею на траве, представляющая Таиланд на международной арене. Управляющим органом сборной выступает Ассоциация хоккея на траве Таиланда (англ. Thailand Hockey Association).
Сборная занимает (по состоянию на 1 января 2015) 59-е место в рейтинге Международной федерации хоккея на траве (FIH).

## Результаты выступлений

### Азиатские игры
- 1958—1962 — не участвовали
- 1966 — 8-е место
- 1970 — 8-е место
- 1974 — не участвовали
- 1978 — 8-е место
- 1982 — не участвовали
- 1986 — 9-е место
- 1990—1994 — не участвовали
- 1998 — 10-е место
- 2002—2014 — не участвовали

### Чемпионат Азии
- 1982—1989 — не участвовали
- 1993 — 8-е место
- 1999—2003 — не участвовали
- 2007 — 11-е место
- 2009—2013 — не участвовали

### Мировая лига
- 2012/13 — 47-е место (выбыли в 1-м раунде)
- 2014/15 — ?? место (выбыли в 1-м раунде)